# Prałatura terytorialna Juli
Prałatura terytorialna Juli (łac. Territorialis Praelatura Iuliensis) – prałatura terytorialna Kościoła rzymskokatolickiego w Peru. Została erygowana 3 sierpnia 1957 roku przez papieża Piusa XII bullą Qui disponente.

## Ordynariusze
- Edward Louis Fedders MM (1957–1973)
- Raimundo Revoredo Ruiz CM 1988–1999)
- Elio Alevi Pérez Tapia SDB (2001–2005)
- José María Ortega Trinidad (2006–2018)
- Ciro Quispe López (od 2018)